# 臍帯巻絡
臍帯巻絡（さいたいけんらく、英: Nuchal cord）は、妊娠中の胎児の臍帯が胎児に巻き付いている状態である。全分娩の1⁄4から1⁄3近くに見られる。巻絡する部位は頸部巻絡が95%程度を占める他、四肢や体幹部に見られる。巻絡する臍帯は長く、1回巻絡ではアプガー指数が仮死（軽症、重症）を示す割合は変わらないが、2回巻絡では増加が見られる。
通常、医師が分娩中に用手的に解絡する。